# Torbeck
Torbeck (en criollo haitiano Tòbék) es una comuna de Haití que está situada en el distrito de Los Cayos, del departamento de Sur.

## Secciones
Está formado por las secciones de:
- Boury (que abarca la villa de Torbeck)
- Bérault
- Solon (que abarca el barrio de Ducis)
- Moreau (que abarca el barrio de Ferme de Le Blanc)

## Demografía
| Gráfica de evolución demográfica de Torbeck entre 2009 y 2015 |
|                                                               |

Los datos demográficos contemplados en este gráfico de la comuna de Torbeck son estimaciones que se han cogido de 2009 a 2015 de la página del Instituto Haitiano de Estadística e Informática (IHSI). 